# Christian Klien
Christian Klien, né le 7 février 1983 à Hohenems en Autriche, est un pilote automobile autrichien. Présent dans le championnat du monde de Formule 1 entre 2004 et  2006, il devient en 2010 troisième pilote de l'écurie Hispania Racing F1 Team et a l'occasion de disputer trois manches du championnat du monde.

## Biographie
Christian Klien débute en karting puis passe en Formule BMW ADAC Juniors en 1999. Il remporte quatre courses et termine quatrième du classement de la saison. Le pilote autrichien rejoint alors l'édition senior de la catégorie BMW ADAC avec l'écurie Rosberg. Après une saison d'adaptation où il se classe dixième, il enlève cinq courses en 2001, finissant troisième du championnat. Klien passe en Formule Renault en Allemagne. Il gagne quatre courses, remporte le championnat d'Allemagne tout en décrochant une troisième place en championnat d'Europe (2002). En 2003, Klien accède au nouveau championnat de Formule 3 Euroseries au sein de l'écurie Mücke Motorsport. Il gagne quatre courses et finit deuxième du championnat. En outre, il s'impose hors-championnat aux Masters de Zandvoort de Formule 3.
Protégé de la firme Red Bull, il accède à la Formule 1 dès 2004, chez Jaguar Racing, sponsorisé par la boisson énergétique,. Nettement dominé par son coéquipier australien Mark Webber, il paye son manque d'expérience à ce haut niveau de la compétition. Ses progrès en fin de saison, avec notamment ses premiers points à l'occasion du Grand Prix de Belgique, lui permettent de conserver son volant pour la saison suivante, tandis que l'écurie prend le nom de Red Bull Racing,.

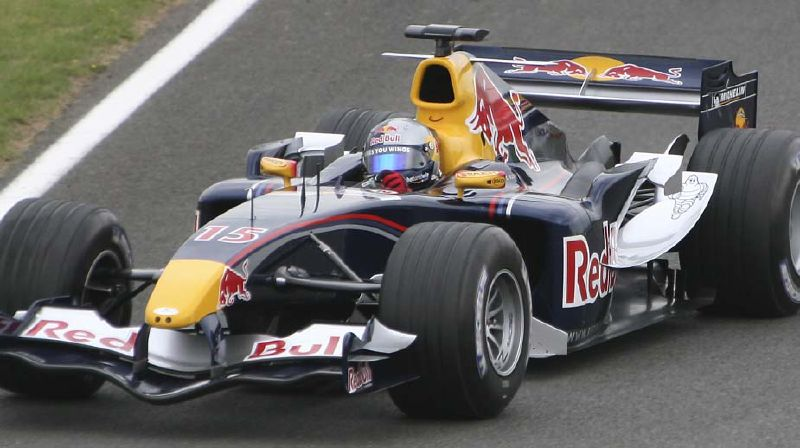
Christian Klien lors du Grand Prix de Grande-Bretagne 2005.

En 2005, Klien cède occasionnellement son volant à Vitantonio Liuzzi, troisième pilote de l'écurie, ponctuellement promu titulaire,,. Malgré cela, Klien confirme ses progrès constants en prenant souvent l'ascendant en vitesse pure sur son expérimenté coéquipier David Coulthard. En course par contre, il ne montre pas la même constance que l'Écossais. Il termine à la quinzième place du championnat avec neuf points.
Toujours chez Red Bull en 2006, il marque un point en début de saison, à Bahreïn, puis un autre au Grand Prix d'Allemagne mais peine à s'imposer. Impliqué dans trois accrochages importants, régulièrement dominé par Coulthard qui offre à Red Bull le premier podium de son histoire à Monaco, Klien perd la confiance de son employeur qui le remplace par Mark Webber en 2007. La rupture entre Klien et la firme autrichienne est même anticipée de quelques semaines puisque, à trois manches du terme de la saison 2006, après avoir refusé l'offre de Red Bull de faire rebondir sa carrière en Champ Car ou en DTM, il est écarté de l'équipe au bénéfice du pilote essayeur, le Néerlandais Robert Doornbos.
En novembre 2006, Klien rejoint l'écurie Honda Racing F1 Team en qualité de pilote essayeur,,. Il reste un an au sein de la structure japonaise, qu'il quitte fin 2007 pour réaliser des essais pour Force India en vue de décrocher un volant de pilote titulaire en 2008. L'équipe indienne lui préfère Giancarlo Fisichella, ce qui l'amène à revenir à un rôle d'essayeur au sein de l'écurie BMW Sauber F1 Team,. Parallèlement, il est intégré à l'équipe Peugeot Sport en endurance pour disputer les 24 Heures du Mans.
En mai 2010, à l'occasion du Grand Prix d'Espagne, Colin Kolles annonce son recrutement comme troisième pilote au sein de l'écurie Hispania Racing F1 Team. L'Autrichien participe à la première séance d'essais libres et, tout en découvrant la monoplace, devance le pilote titulaire Bruno Senna d'une demi-seconde. À Singapour, il remplace Sakon Yamamoto, malade, et participe ainsi à son premier Grand Prix depuis 2006. Il décroche le vingt-deuxième temps des qualifications avec plus d'une seconde d'avance sur son coéquipier Bruno Senna mais, en course, abandonne au trente-deuxième tour sur un problème de freins. Klien remplace à nouveau Yamamoto, à l'occasion du Grand Prix du Brésil à Interlagos. Sous la pluie, il se qualifie en vingt-deuxième position, place qu'il conserve jusqu'au drapeau à damier. Lors de la dernière manche à Abou Dabi, pour son troisième Grand Prix de la saison, il se qualifie en dernière position sur la grille de départ et termine la course en vingtième position, juste derrière son coéquipier. Klien termine le championnat du monde à la vingt-septième et dernière place, sans avoir inscrit de point.

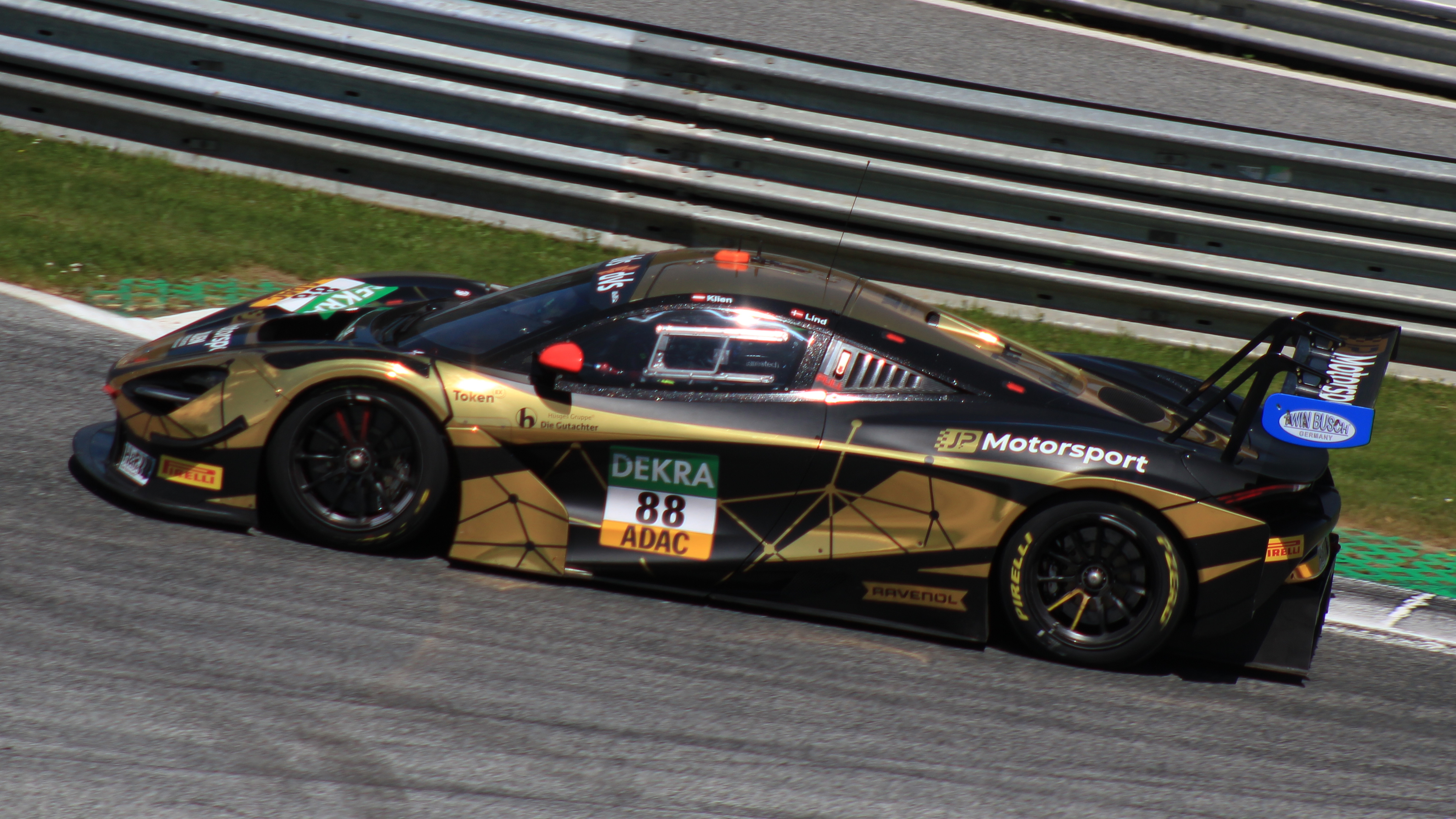
Klien lors de la manche de Spielberg du championnat ADAC GT Masters 2022.

Sans volant en Formule 1 en 2011, Klien rejoint l'écurie Aston Martin en endurance,. En 2012 et 2013, il participe à quelques courses de V8 Supercars et d'Auto GP, ainsi que d'European Le Mans Series. En 2014, il termine troisième en European Le Mans Series, avec une victoire. En 2015, il rejoint le ByKolles Racing en championnat du monde LMP1, sans finir une seule course.

## Résultats en championnat du monde de Formule 1
- Débuts en Formule 1 : le 7 mars 2004, lors du Grand Prix d'Australie 2004, sur le Circuit de l'Albert Park – 11e, à 2 tours du vainqueur.

| Saison | Écurie                  | Châssis      | Moteur            | Pneus       | GP disputés | Points inscrits | Classement |
| ------ | ----------------------- | ------------ | ----------------- | ----------- | ----------- | --------------- | ---------- |
| 2004   | Jaguar Racing           | R5           | Ford Cosworth V10 | Michelin    | 18          | 3               | 16e        |
| 2005   | Red Bull Racing         | RB1          | Cosworth V10      | Michelin    | 13          | 9               | 14e        |
| 2006   | Red Bull Racing         | RB2          | Ferrari V8        | Michelin    | 15          | 2               | 18e        |
| 2010   | Hispania Racing F1 Team | Dallara F110 | Cosworth V8       | Bridgestone | 3           | 0               | 27e        |

## Résultats aux 24 Heures du Mans
| Année | Voiture              | Équipe              | Équipiers                       | Résultat      |
| ----- | -------------------- | ------------------- | ------------------------------- | ------------- |
| 2008  | Peugeot 908 HDi FAP  | Peugeot Sport       | Franck Montagny / Ricardo Zonta | 3e            |
| 2009  | Peugeot 908 HDi FAP  | Peugeot Sport       | Pedro Lamy / Nicolas Minassian  | 6e            |
| 2011  | Aston Martin AMR-One | Aston Martin Racing | Stefan Mücke / Darren Turner    | Abandon       |
| 2014  | Morgan LMP2          | Morand Racing       | Gary Hirsch / Romain Brandela   | 10e (6e LMP2) |